# María de Montpellier

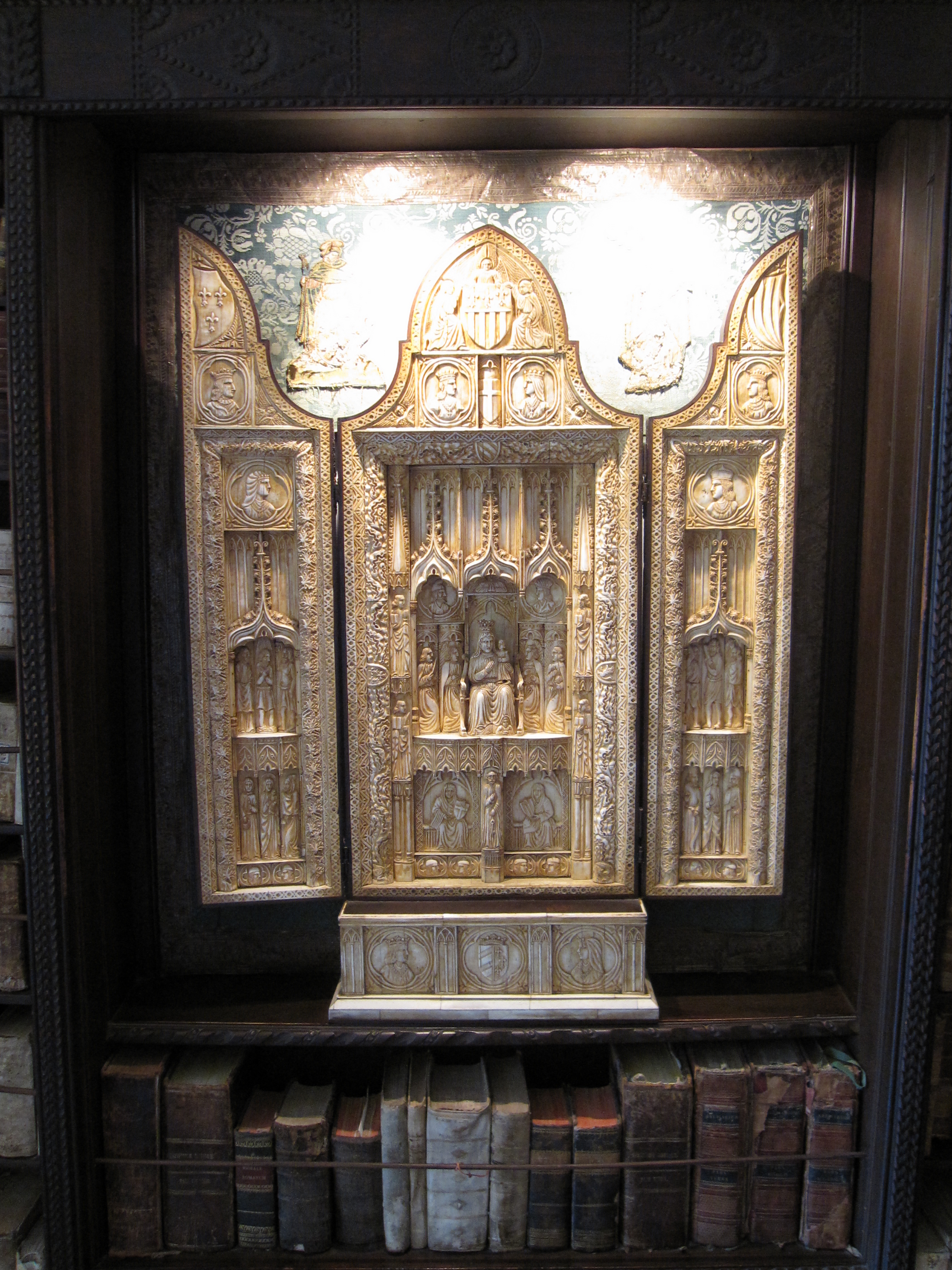
Tríptico de marfil del, representando el matrimonio de María de Montpellier (con la flor de lis) y Pedro II de Aragón (con las barras)

María de Montpellier (c. 1180-Roma 18 de abril de 1213), hija de Guillermo VIII de Montpellier y Eudoxia Comnena de Constantinopla.
Esposa de Pedro II de Aragón, con el que se casó el 15 de junio de 1204. Se trató de un matrimonio forzado por los intereses creados en el Mediodía francés y que a punto estuvo de crear una crisis sucesoria. Para poder quedar embarazada, María se introdujo a oscuras en el lecho en el lugar donde su marido debía verse con su amante. Fruto de ese encuentro nació el príncipe Jaime, futuro Jaime I de Aragón.
Previamente al matrimonio con Pedro II estuvo casada con Barral, vizconde de Marsella. En 1197 enviudó y su padre la cedió a Bernardo IV, conde Soberano de Cominges, para alejarla de Montpellier y ceder su herencia a su hermanastro, Guillermo IX de Montpellier. De este matrimonio nacieron dos hijas, Matilde y Petronila.
Repudiada en 1201, poco antes de la muerte de su padre, el conde Bernardo IV de Cominges se divorció de María de acuerdo con Pedro II de Aragón, para que este heredase el señorío de Montpellier a cambio de varios señoríos en el Languedoc. María recurrió al Papa para exigir la soberanía de Montpellier alegando la ilegitimidad de su hermanastro. Tras lo cual, Pedro II se hizo con la ciudad de Montpellier expulsando a Guillermo IX de la ciudad en 1204.
El matrimonio aprobó entonces importantes privilegios para la autonomía comunal. Pedro II intentó divorciarse de ella para casarse con María de Montferrato, ante lo cual María de Montpellier partió hacia Roma para pedir justicia al Papa. Estando en la ciudad de Roma, moría en abril de 1213.